# Hyalella solida
Hyalella solida is een vlokreeftensoort uit de familie van de Hyalellidae. De wetenschappelijke naam van de soort is voor het eerst geldig gepubliceerd in 1907 door Chevreux.